# Calgary National Bank Challenger 2024
Der Calgary National Bank Challenger 2024 war ein Tennisturnier der ITF Women’s World Tennis Tour 2024 für Damen und ein Tennisturnier der ATP Challenger Tour 2024 für Herren in Calgary. Die Turniere fanden parallel vom 14. bis 20. Oktober 2024 statt.